# Lullabies to Paralyze
Lullabies to Paralyze is het vierde studioalbum van de Californische band Queens of the Stone Age. Naast het vaste bandlid Josh Homme werkte onder andere Joey Castillo, Alain Johannes en Troy van Leeuwen mee aan het album. Het album werd uitgebracht op 21 maart 2005, 3 jaar na het succes van Songs for the Deaf. Naast de normale release is er ook een speciale versie met een drieluikhoesje met daarbij een bonus-dvd. Hierop staat onder andere de videoclip van "Someone's in the Wolf".
Opvallend is dat dit het eerste album is waar Nick Oliveri geen rol speelt. Hij werd namelijk een jaar eerder ontslagen uit de band door een breuk met zanger Josh Homme. Daardoor liep het album enige vertraging op.
Zoals het geval was op ieder album van Queens of the Stone Age tot nu toe, bevat ook dit album weer releases van nummers die eerder werden uitgebracht op Desert Sessions, die overigens door Homme worden beheerd. Zo werd "In My Head... or Something" eerder uitgebracht(later veranderde de titel). Het nummer was ook als soundtrack te vinden in Need for Speed: Underground 2, dat in 2004 uitgebracht werd door Electronic Arts. "Like A Drug" werd ook al eerder uitgebracht.
Het nummer Little Sister was te horen in het spel Midnight Club 3: DUB Edition van Rockstar Games.

## Tracklist
1. "This Lullaby" (Homme/Van Leeuwen/Castillo/Lanegan) – 1:22
2. "Medication" (Homme/Van Leeuwen/Castillo/Lanegan) – 1:54
3. "Everybody Knows That You're Insane" – 4:14
4. "Tangled Up in Plaid" (Homme/Van Leeuwen/Castillo/Lanegan) – 4:13
5. "Burn the Witch" – 3:35
6. "In My Head" (Homme/Van Leeuwen/Freese/Castillo/Johannes) – 4:01
7. "Little Sister" – 2:54
8. "I Never Came" – 4:48
9. "Someone's in the Wolf" – 7:15
10. "The Blood Is Love" – 6:37
11. "Skin on Skin" – 3:42
12. "Broken Box" – 3:02
13. "You Got a Killer Scene There, Man..." – 4:56
14. "Long Slow Goodbye" (Homme/Van Leeuwen/Castillo/Lanegan) – 6:50
15. "Like a Drug" (Homme/Bjork) – 3:15

## Bezetting

### Band
- Josh Homme - zang, gitaar, bas, piano, drums
- Troy van Leeuwen - gitaar, bas, lapsteel, piano, keyboard
- Joey Castillo - drums, piano
- Alain Johannes - bas, gitaar

### Gastoptredens
- Mark Lanegan werkte mee aan "This Lullaby" en zong delen van "Burn the Witch", "You Got a Killer Scene There, Man...".
- Chris Goss zong delen van "You Got a Killer Scene There, Man...".
- Billy Gibbons van ZZ Top speelde gitaarpartijen en zong enkele stukken op "Burn the Witch"

Verder werkten o.a. Jack Black en Jesse Hughes, bekend uit Eagles of Death Metal (waarvan Josh overigens de studiodrummer is), mee aan het album.